# Boanerghes
La parola aramaica Boanerghes (Βοανηργές in caratteri greci) significa "Figli del tuono" ed è il titolo che, nel Vangelo secondo Marco, Gesù attribuisce a due dei suoi discepoli: 
L'espressione non ricompare in altri versetti biblici, tuttavia potrebbe trovare riscontro in brano dell'evangelista Luca, quando gli abitanti di un villaggio di Samaritani si rifiutano di ricevere Gesù: